# Tomohiro Tatebe
Tomohiro Tatebe (Japans, 建部知弘, Tatebe Tomohiro) (Niigata, 15 april 1957) is een hedendaags Japans componist, dirigent en muziekpedagoog.

## Levensloop
Tatebe gradueerde aan de Komazawa Universiteit in Tokio, waar hij vooral Japanse literatuur studeerde. In de muziek-afdeling waren zijn leraren voor saxofoon Kazuo Tomioka, voor compositie en HaFa-bewerking Naohiro Iwai en Takashi Ueno. Als dirigent is hij werkzaam voor de Itoigawa Wind Band in Niigata en als docent aan de Ryuukoku Daigaku (Ryukoku University) Wind Band. Sinds 2002 is hij eveneens docent aan de Tamagawa Gakuen (Tamagawa K12-Universiteit) alsook dirigent van de Tamagawa Gakuen Jr. H.S. Division Wind Band. Verder is hij dirigent van de Ryukoku University Symphonic Band en adviseur van de Morioka Wind Band.
Als componist schreef hij werken voor harmonieorkest en kamermuziek. Hij is lid van de “Prosperous Future for Band into the 21st Century KYO-EN”.

## Composities

### Werken voor harmonieorkest
- 1986 Concert March "Take Off" (samen met: Genba Fujita)
- 1993 Festive Prelude
- 1997 Music for Celebration
- 1998 A Reminiscence of the Times (gecomponeerd voor het 30e stichtingsfeest van de Ryukoku University Symphonic Band)
- 2001 Suite On Celtic Folk Songs[1]
  1. March
  2. Air (Yellow Village Gate)
  3. Reel
- 2001 In the Groove!
- 2001 Intermezzo 11/09/01 (gecomponeerd voor het 15e stichtingsfeest van de Niigata Wind Orchestra)
- 2003 Breath of Gaia[2]
- 2004 On the Night of the Centaur Festival - Five Chapters Dedicated to "Ginga Tetsudo no Yoru"
- 2006 Zaghlul inn
- 2006 Concert March "Take Off II" (revisie van het mars in 1986)
- 2009 March "On the Street" (gecomponeerd voor het 20e stichtingsfeest van de Sapporo Brass Band)
- Being Downhearted
- For the Sake of Wind Orchestra
- La Lus - Agui!!
- Music is on Celebration
- Prelude Celebration
- Prelude to a New Era
- Sky High
- Dance Celebration
- Silver Horizon
- Alpine March "Tateyama"

### Kamermuziek
- 5 Chapter for Trombone "On the Night of the Centaur Festival", voor trombone-kwartet
- Toward the Fair with Sweetheart, on a Fine day!, voor koperoktet (3 trompetten, hoorn, 2 trombones, eufonium en tuba)